# Tylkowo (jezioro)
Tylkowo – jezioro w Polsce położone w województwie warmińsko-mazurskim, w powiecie szczycieńskim, w gminie Pasym.

## Dane
- Powierzchnia - 5,7 ha
- Jezioro hydrologicznie zamknięte

## Opis
Okrągławe jeziorko z płaskimi brzegami z większości stron otoczonymi lasem. Na wschodnim brzegu gospodarstwo Tylkowo. Jezioro leży przy samej drodze krajowej nr 53.
Dojazd ze Szczytna drogą krajową nr 53 w stronę Olsztyna. Jezioro leży blisko szosy, po prawej stronie, około 1,8 km od miejscowości Tylkowo.